# Arieh Warshel
Arieh Warshel (Sde Nahum, 20 novembre 1940) è un biochimico e biofisico israeliano naturalizzato statunitense, vincitore del premio Nobel per la chimica nel 2013, assieme a Martin Karplus e Michael Levitt per gli studi sullo sviluppo di modelli multiscala in grado di descrivere reazioni chimiche complesse.
Ha dato i suoi maggiori contributi nell'introduzione di metodi computazionali per lo studio della correlazione tra struttura e funzione delle molecole biologiche.